# Lijst van afleveringen van Grace Under Fire
Dit is een lijst met afleveringen van de Amerikaanse televisieserie Grace Under Fire. De serie telt 5 seizoenen. Een overzicht van alle afleveringen is hieronder te vinden.

## Seizoen 1
| Nr. | Titel aflevering                          | Uitzenddatum VS   |
| --- | ----------------------------------------- | ----------------- |
| 1   | Grace Under Fire (pilot)                  | 29 september 1993 |
| 2   | Up on the Roof                            | 6 oktober 1993    |
| 3   | Grace Undergraduate                       | 13 oktober 1993   |
| 4   | The Good, the Bad and the Pharmacist      | 20 oktober 1993   |
| 5   | Second Time Around                        | 27 oktober 1993   |
| 6   | Sister, Sister                            | 3 november 1993   |
| 7   | A Picture's Worth... $9.95                | 17 november 1993  |
| 8   | Grace Under Oath                          | 24 november 1993  |
| 9   | Grace in the Middle                       | 1 december 1993   |
| 10  | Say Goodnight, Gracie                     | 8 december 1993   |
| 11  | Keeping Faith                             | 15 december 1993  |
| 12  | With This Ring                            | 5 januari 1994    |
| 13  | Simply Grace                              | 12 januari 1994   |
| 14  | The Agony, the Ecstasy and Bill Mazeroski | 26 januari 1994   |
| 15  | When You Wish Upon a Star                 | 2 februari 1994   |
| 16  | Valentine's Day                           | 9 februari 1994   |
| 17  | Grace and Beauty                          | 16 februari 1994  |
| 18  | Tears of Joy                              | 9 maart 1994      |
| 19  | It Happened One Week                      | 16 maart 1994     |
| 20  | Things Left Undone                        | 11 mei 1994       |
| 21  | See Quentin Run                           | 18 mei 1994       |
| 22  | A Car and a Kiss                          | 25 mei 1994       |

## Seizoen 2
| Nr. | Titel aflevering                 | Uitzenddatum VS   |
| --- | -------------------------------- | ----------------- |
| 1   | Grace Under Water                | 20 september 1994 |
| 2   | Good Ol' Grace                   | 27 september 1994 |
| 3   | June 15, 1997                    | 4 oktober 1994    |
| 4   | Pitch and Woo                    | 11 oktober 1994   |
| 5   | Jimmy's Girl                     | 18 oktober 1994   |
| 6   | Splitsville                      | 25 oktober 1994   |
| 7   | The Road to Paris, Texas         | 8 november 1994   |
| 8   | Dear Grace                       | 15 november 1994  |
| 9   | Cold Turkey                      | 22 november 1994  |
| 10  | Ka-Boom                          | 29 november 1994  |
| 11  | Grace vs. Wade                   | 6 december 1994   |
| 12  | The Holidays                     | 13 december 1994  |
| 13  | The Good Mother                  | 3 januari 1995    |
| 14  | No Money Down                    | 17 januari 1995   |
| 15  | Aging Gracefully                 | 31 januari 1995   |
| 16  | Hello, I'm Your Mother           | 7 februari 1995   |
| 17  | Grace at the Campfire            | 14 februari 1995  |
| 18  | Emmet Bypass                     | 21 februari 1995  |
| 19  | Matthew Come Home                | 28 februari 1995  |
| 20  | A Night at the Opera             | 14 maart 1995     |
| 21  | Memphis Bound                    | 29 maart 1995     |
| 22  | Sticks and Stones                | 5 april 1995      |
| 23  | Mother & Son & Father Reunion    | 3 mei 1995        |
| 24  | When It Rains, They Pour         | 10 mei 1995       |
| 25  | You Can Lead a Horse to Water... | 17 mei 1995       |
| 26  | Jimmy Goes Away                  | 24 mei 1995       |

## Seizoen 3
| Nr. | Titel aflevering                     | Uitzenddatum VS   |
| --- | ------------------------------------ | ----------------- |
| 1   | Great Eggspectations                 | 13 september 1995 |
| 2   | Movin' on Down                       | 20 september 1995 |
| 3   | Grace and Rick and the Dance of Doom | 27 september 1995 |
| 4   | The Breakup                          | 4 oktober 1995    |
| 5   | Grace Under a Wig                    | 18 oktober 1995   |
| 6   | Daycare                              | 1 november 1995   |
| 7   | Matthew Gets Busted                  | 8 november 1995   |
| 8   | Grace Really Under Fire              | 15 november 1995  |
| 9   | Thanks for Nothing                   | 22 november 1995  |
| 10  | Sleeping Together                    | 29 november 1995  |
| 11  | Emmet's Secret                       | 6 december 1995   |
| 12  | Emmet, We Hardly Knew Ye             | 20 december 1995  |
| 13  | Daddy's Girl                         | 3 januari 1996    |
| 14  | No Help Wanted                       | 10 januari 1996   |
| 15  | Good Neighbor Sam                    | 24 januari 1996   |
| 16  | Positively Hateful                   | 7 februari 1996   |
| 17  | Why Buy the Bull?                    | 14 februari 1996  |
| 18  | Love Thy Neighbor                    | 21 februari 1996  |
| 19  | Pregnant Pause                       | 28 februari 1996  |
| 20  | Broads for Broader Horizons          | 13 maart 1996     |
| 21  | Head Games                           | 20 maart 1996     |
| 22  | Mr. Mullens' Opus                    | 3 april 1996      |
| 23  | Take Me to Your Breeder              | 1 mei 1996        |
| 24  | Guess Who's Not Coming to Lunch?     | 8 mei 1996        |
| 25  | You Go Girl                          | 15 mei 1996       |

## Seizoen 4
| Nr. | Titel aflevering                   | Uitzenddatum VS   |
| --- | ---------------------------------- | ----------------- |
| 1   | This Sold House                    | 18 september 1996 |
| 2   | Neither a Borrower nor a Roofer Be | 25 september 1996 |
| 3   | Quentin Returns                    | 2 oktober 1996    |
| 4   | Grace and Sailor Bob               | 9 oktober 1996    |
| 5   | Dating Buddies                     | 23 oktober 1996   |
| 6   | The Ghost and Mrs. Kelly           | 30 oktober 1996   |
| 7   | Road to Nowhere                    | 6 november 1996   |
| 8   | Redeeming Jimmy                    | 13 november 1996  |
| 9   | The Show-Me State                  | 20 november 1996  |
| 10  | Fire Music                         | 27 november 1996  |
| 11  | Grace Tests Out                    | 4 december 1996   |
| 12  | A Holly Jolly Christmas            | 18 december 1996  |
| 13  | Matthew's Old Lady                 | 8 januari 1997    |
| 14  | Grace of Wrath                     | 15 januari 1997   |
| 15  | Wade's Partner                     | 29 januari 1997   |
| 16  | Pills                              | 5 februari 1997   |
| 17  | Waiting for Peugeot                | 12 februari 1997  |
| 18  | Birthin' Babies                    | 19 februari 1997  |
| 19  | Vegas                              | 26 februari 1997  |
| 20  | Jimmy Moves In                     | 12 maart 1997     |
| 21  | Quentin Gets His Gun               | 26 maart 1997     |
| 22  | Sam's Dad                          | 9 april 1997      |
| 23  | Grace Graduates                    | 30 april 1997     |
| 24  | Rob vs. Jimmy                      | 6 mei 1997        |
| 25  | Grace's New Job                    | 7 mei 1997        |

## Seizoen 5
| Nr. | Titel aflevering         | Uitzenddatum VS  |
| --- | ------------------------ | ---------------- |
| 1   | Smells Like Victory      | 25 november 1997 |
| 2   | Grace Under Construction | 2 december 1997  |
| 3   | Don't Ask, Don't Tell    | 9 december 1997  |
| 4   | Mother Christmas         | 16 december 1997 |
| 5   | A River Runs Through Him | 23 december 1997 |
| 6   | Finders Keepers          | 23 december 1997 |
| 7   | Riverboat Queen          | 30 december 1997 |
| 8   | The Victory Tree         | 30 december 1997 |
| 9   | Grace Under-funded       | 6 januari 1998   |
| 10  | Digging Up the Dirt      | 13 januari 1998  |
| 11  | Fire in the Hole         | 20 januari 1998  |
| 12  | Fall from Grace          | 3 februari 1998  |
| 13  | Grace Under Class        | 10 februari 1998 |
| 14  | Down in the Boondocks    | 17 februari 1998 |